# Lambermont
 (mai 2022).
Si vous disposez d'ouvrages ou d'articles de référence ou si vous connaissez des sites web de qualité traitant du thème abordé ici, merci de compléter l'article en donnant les références utiles à sa vérifiabilité et en les liant à la section « Notes et références ».
Pour les articles homonymes, voir Lambermont (homonymie).
Lambermont (en wallon  Lambiermont) est une section de la ville belge de Verviers située en Région wallonne dans la province de Liège. C'était une commune à part entière avant la fusion des communes de 1977.

## Géographie

### Situation
Lambermont est situé sur un des coteaux de Verviers, elle est bordée à l'Ouest par Wegnez et au Sud par Ensival. Cette commune jouit d'un cadre privilégié car non loin de la ville de Verviers, elle a longtemps été épargnée du bruit et de la pollution verviétoise à l'inverse des autres communes. De nombreuses familles aisées y construisirent de très belles propriétés.
La construction de l'autoroute E42 dans les années 1960 a entaché beaucoup de terrains et détruit de très belles maisons aux dimensions importantes (Château Cremer-Petaheid) principalement Rue Belle Vue. Ces terrains bénéficient d'une vue exceptionnelle de près de 180° sur toute la ville de Verviers et sur les communes de Hodimont, Dison, Stembert et Heusy.
Les habitants de Lambermont sont les Lambermontois.

## Évolution démographique
- Sources : INS, Rem. : 1831 jusqu'en 1970 = recensements, 1976 = nombre d'habitants au 31 décembre.

## Armoiries
d’azur à la bande abaissée, échiquetée d’argent et de gueules, accompagnée en chef d’un massacre de cerf d’or sommé d’un cygne d’argent.

## Vie associative

### Scoutisme
Lambermont possède ses propres scouts (ils sont en généralement tous Lambermontois)
- Les grades 
  - 6-8 ans : Les nutons -filles et garçons-
  - 8-11 ans : Les Louveteaux -garçons-
  - 8-11 ans : Les lutins -filles-
  - 11-14 ans : les Scouts-Guides -filles et garçons-
  - 14-17 ans : les Pionniers -filles et garçons-
  - 17 ans et plus : la proposition Audace -filles et garçons-
  - 17-21 ans : les Compagnons -filles et garçons-

Elle possède aussi ses propres locaux qui se situent dans la plaine Ozanam

## Résidents connus
- Louis Zurstrassen (1892-1971), homme politique et industriel
- Léon Debatisse (1899 - 1974), homme politique et syndicaliste
- Louis-Marie Vassen , médecin generaliste